# Waleri Michailowitsch Chalilow

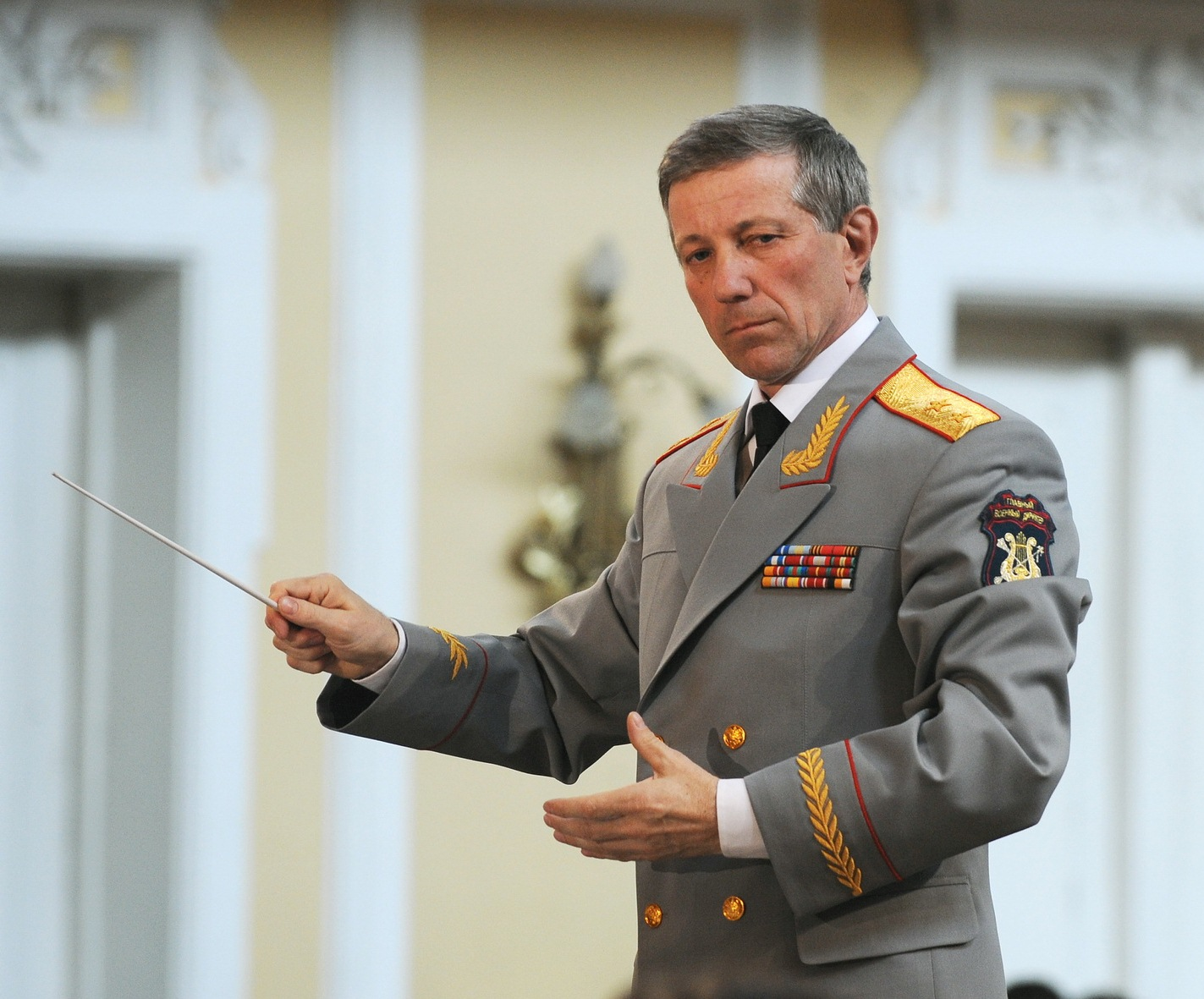
Waleri Chalilow (2010)

Waleri Michailowitsch Chalilow (russisch Валерий Михайлович Халилов; * 30. Januar 1952 in Termiz, Usbekische SSR; † 25. Dezember 2016 in der Nähe von Sotschi, Russland) war ein russischer Dirigent, Komponist und Volkskünstler Russlands. Er war der Leiter des Alexandrow-Ensembles und kam beim Absturz einer Tupolew Tu-154 ums Leben.

## Leben
Von 1970 bis 1975 absolvierte er eine Ausbildung als Militärkapellmeister am Moskauer Konservatorium. Von 2002 bis zu seinem Tod war er Chefdirigent des Militärorchesters der russischen Streitkräfte, mit dem er die jährliche Parade zum Tag des Sieges auf dem Roten Platz jeweils mit dem Lied Der heilige Krieg einleitete. Er unternahm mit diesem Ensemble zahlreiche Auslandstourneen, unter anderem nach Deutschland, Österreich, in die Schweiz, nach Belgien, Finnland, Frankreich, Polen, Schweden, in die USA, die Mongolei und nach Nordkorea. Im April 2016 wurde er im Rang eines Generalleutnants zum Leiter des Alexandrow-Ensembles ernannt. Als Komponist schrieb Chalilow mehrere Märsche für Blasorchester, Romanzen und Lieder.
Er starb beim Absturz eines Flugzeugs des russischen Verteidigungsministeriums, das mit fast allen Mitgliedern des Alexandrow-Ensembles von Sotschi auf dem Weg nach Syrien war.
Sein Nachfolger als Leiter wurde Oberst Gennady Ksenafontowitsch Sachenjuk.

## Auszeichnungen
- Orden „Für den Dienst am Vaterland in den Streitkräften der UdSSR“, III. Klasse
- Orden der Ehre (Russland)